# ورشووکا
ورشووکا (به لاتین: Vršovka) یک منطقهٔ مسکونی در جمهوری چک است که در شهرستان ناخود واقع شده‌است.
 ورشووکا ۲٫۱۷ کیلومتر مربع مساحت و ۱۲۱ نفر جمعیت دارد و ۳۳۲ متر بالاتر از سطح دریا واقع شده‌است.